# Wilson, Pennsylvania
Wilson är en ort i Northampton County i Pennsylvania, USA.